# Muskon
Muskon, 3-metylcyklopentadekanon, C16H30O är en cyklisk keton som är det viktigaste doftämnet i mysk.

## Egenskaper
Den kemiska strukturen hos muskon klarlades först av Lavoslav Ruzicka. Substansen består av en 15-ledad ringketon med en metylsubstituent i 3-positionen. Det är en oljig vätska som finns naturligt som (−)-enantiomeren, (R)-3-metylcyklopentadekanon. Muskon har syntetiserats som den rena (−)-enantiomeren samt racematet. Den är mycket svagt löslig i vatten och blandbar med alkohol.

## Framställning och användning
Naturlig muskon erhålls från mysk, en körtelutsöndring av myskhjort och vissa andra djur med liknande körtelutsöndring, och har använts i parfymer och medicin i tusentals år. Eftersom utvinning av naturlig mysk kräver att utrotningshotade djur dödas, är nästan all muskon som används i parfymer idag syntetisk. Den har den karaktäristiska lukten av att vara "Musky".
Huvuddelen av de syntetiska substanserna används i USA och Europa. Från en världsproduktion på cirka 7 000 ton per år på 1990-talet har dock omfattningen minskat betydligt sedan flera av dessa ämnen visat sig vara utomordentligt miljö- och hälsovådliga.
En asymmetrisk syntes av (-)-muskon börjar med kommersiellt tillgängligt (+)-citronellal, och bildar den 15-ledade ringen via ringslutningsmetates:
En nyare enantioselektiv syntes innehåller ett intramolekylärt aldoltillägg/dehydreringsreaktion av en makrocyklisk diketon. Muskon framställs på detta sätt syntetiskt för användning i parfymer och doftande konsumentprodukter.